# Inverse Streutransformation
Die Inverse Streutransformation (englisch Inverse Scattering Transformation, kurz IST) ist ein Verfahren zur exakten Lösung von Anfangswertproblemen bestimmter nichtlinearer partieller Differentialgleichungen (Evolutionsgleichungen) wie der Korteweg-de-Vries-Gleichung (KdV), die Solitonen beschreiben.

## Geschichte
Die Inverse Streutransformation wurde 1967 und 1974 von Robert Miura, Martin Kruskal, Clifford Gardner und John Greene (GGKM) veröffentlicht. Wesentliche Beiträge lieferten auch
- 1968 Peter Lax, der eine Operator-Formulierung der Methode von GGKM lieferte (mit Lax-Paaren und der Lax-Gleichung)[3]
- Anfang der 1970er Jahre Wladimir Sacharow und Alexei Shabat[4] (Anwendung auf die nichtlineare Schrödingergleichung, IST in mehreren Raumdimensionen)[5]
- 1974 Mark J. Ablowitz, David J. Kaup, Alan C. Newell und Harvey Segur (Zusammenfassung der IST als Fourier-Analyse für nichtlineare Probleme), wobei sie auch den Begriff „Inverse Streutransformation“ prägten.[6][7]

## Anwendung
Weitere Gleichungen, die mit der Inversen Streutransformation exakt gelöst werden konnten, sind
- die Gleichung des Toda-Gitters (Hermann Flaschka)
- die Kadomtsev-Petviashvili-Gleichung (KP-Gleichung; Zakharov, Shabat)
- die Sinus-Gordon-Gleichung[8]
- die Benjamin-Ono-Gleichung (eine Integro-Differentialgleichung, die gewisse Wasserwellen beschreibt).

Die ursprünglich betrachteten Beispiele waren eindimensional im Raum, es gibt aber auch IST für mehrdimensionale Probleme wie die KP-Gleichung; die Benjamin-Ono-Gleichung nimmt eine Stellung zwischen ein- und mehrdimensionalen IST-Schemen ein.

## Formulierung
Die nichtlineare Evolutionsgleichung (NL) sei durch:
{\displaystyle u_{t}=K(u)}
für die Funktion {\displaystyle u(t,x)} mit Anfangswert {\displaystyle u(t=0,x)=u_{0}(x)} gegeben (zusätzlich wird angenommen, dass die gesuchten (Solitonen-)Lösungen für große Abstände genügend stark abfallen). Tiefgestellte Indizes sind partielle Ableitungen. Wichtig ist, dass die Nichtlinearitäten der rechten Seite Funktionen von {\displaystyle u} (und dessen räumlichen Ableitungen) sind.
Bei der KdV-Gleichung ist zum Beispiel
{\displaystyle u_{t}=6uu_{x}-u_{xxx}=K(u)}
Bei der IST wird eine der NL zugeordnete lineare gewöhnliche Differentialgleichung (hier als LODE abgekürzt) betrachtet, die von einem zeitunabhängigen Spektralparameter {\displaystyle \lambda } abhängt und in die die gesuchte Lösung {\displaystyle u(t,x)} der NL als Potential eingeht. Die LODE beschreibt ein Streuproblem mit Streudaten, die durch den Spektralparameter (die Lösung besteht aus einer endlichen Anzahl gebundener Zustände und dem kontinuierlichen Spektrum), den Reflexionskoeffizienten und die Normierungskonstanten gegeben sind. Man bestimmt die Streudaten-Lösung {\displaystyle S(\lambda ,t=0)} des Streuproblems für {\displaystyle t=0}, entwickelt die Streudaten von {\displaystyle t=0} zu {\displaystyle t} (mithilfe einer linearen gewöhnlichen Differentialgleichung) und löst dann das inverse Streuproblem (mit der Martschenko-Methode bzw. Martschenko-Integralgleichung, manchmal auch zusätzlich nach Israel Gelfand und Boris Levitan benannt), das heißt die Rekonstruktion von {\displaystyle u(x,t)} aus {\displaystyle S(\lambda ,t)}. Das ist dann die gesuchte Lösung der NL.
Im Fall der KdV-Gleichung ist die zugehörige LODE die Schrödingergleichung:
{\displaystyle L\psi =-\psi _{xx}+u(x,t)\psi =\lambda \psi }
Um die zur NL gehörige LODE zu bekommen, wird meist die Lax-Methode angewandt, in der es darauf ankommt, die NL als Lax-Paar mit zwei linearen Operatoren {\displaystyle L(t)}, {\displaystyle B(t)} zu formulieren:
{\displaystyle L\psi =\lambda \psi } (Gleichung 1)
und
{\displaystyle {\frac {dL}{dt}}=[B,L]} (die Laxgleichung)
{\displaystyle [B,L]=BL-LB} ist der Kommutator der beiden Operatoren. Dabei beschreibt {\displaystyle B} die Zeitentwicklung von {\displaystyle \psi }:
{\displaystyle {\frac {d\psi (t)}{dt}}=B(t)\psi (t)} (Gleichung 2)
Durch die zweite Gleichung im Lax-Paar, die Laxgleichung, ist sichergestellt, dass der Spektralparameter {\displaystyle \lambda } und überhaupt das ganze Spektrum zeitunabhängig ist (ein wichtiger Punkt für die Anwendung der IST), das Problem ist isospektral in der Zeit. Die Laxgleichung entspricht auch der ursprünglichen NL nach Einsetzen von B, L.
Das Lax-Paar für die KdV-Gleichung ist:
{\displaystyle L=-\partial _{x}^{2}+u\,}
{\displaystyle B=-4\partial _{x}^{3}+3(u\partial _{x}+\partial _{x}(u\cdot ))\,}
{\displaystyle L} ist hier vom Sturm-Liouville-Typ und selbstadjungiert, B ist schief-adjungiert. Einsetzen in die Laxgleichung ergibt die KdV-Gleichung.
Die IST besteht dann aus der Lösung von Gleichung 1 für die Streudaten zur Zeit {\displaystyle t=0}, die Zeitentwicklung der Streudaten mit Gleichung 2 zur Zeit {\displaystyle t} und der Rücktransformation von den Streudaten zur Zeit {\displaystyle t} auf das Potential {\displaystyle u} zur Zeit {\displaystyle t}.
Bei der KdV-Gleichung ergeben sich die Solitonen aus den endlich vielen gebundenen Zuständen des Streuproblems (das kontinuierliche Spektrum liefert mit der Zeit abklingende Strahlung). Aus der IST bzw. daraus, dass das Spektrum der LODE zeitunabhängig ist, lässt sich auch die Existenz einer unendlichen Anzahl von Erhaltungsgrößen für die KdV ableiten, was die exakte Integrabilität sicherstellt.
Alle bisher bekannten nichtlinearen Evolutionsgleichungen, die mit der IST lösbar sind, lassen eine Reduktion zu einer Gruppe nichtlinearer gewöhnlicher Differentialgleichungen, den Painlevé-Gleichungen, zu. Diese Beobachtung wird als Test für die Anwendung der IST benutzt (Painlevé-Test), und es gibt eine Vermutung von M. Ablowitz, A. Ramani und H. Segur, dass dies immer so ist.